# Bántai Vilmos
Bántai Vilmos, névváltozata: Bántay (Budapest, 1922. május 17. – Budapest, 1985. augusztus 21.) fuvolaművész, tanár. Felesége Bántainé Sipos Éva zenetanár.

## Élete
Tanulmányait a Liszt Ferenc Zeneművészeti Főiskola fuvolaszakán Hartai Ferenc növendékeként végezte. 1945 és 1948 között az Állami Hangversenyzenekar tagja volt, majd 1965-től 1978-as nyugalomba vonulásáig a VI. kerületi I. számú Zeneiskola fuvolatanáraként működött. Több zenepedagógiai kiadvány fűződik a nevéhez. 
Emlékére megalapították a Bántai Vilmos Budapesti Fuvolaversenyt.

## Főbb művei
- Kis előadási darabok fuvolára (Kovács Imrével, Vavrinecz Bélával, Budapest, 1959)
- Könnyű előadási darabok fuvolára (Sipos Évával)
- Fuvolamuzsika kezdők számára (Budapest, 1971)
- Régi zene fuvolára és gitárra (Kovács Imrével, Nagy Erzsébettel, Budapest, 1974)
- Bartók-Kodály zenekari műveinek átirata fuvolára és zongorára (Sipos Évával, Budapest, 1977)